# صلیب (فیلم ۱۹۹۷)
صلیب (انگلیسی: La cruz) یک فیلم به کارگردانی آلخاندرو اگرستی است که در سال ۱۹۹۷ منتشر شد. از بازیگران آن می‌توان به آلخاندرو اگرستی اشاره کرد.